# منتخب صربيا والجبل الأسود لكرة اليد
منتخب صربيا والجبل الأسود لكرة اليد هو الممثل الرسمي لدولة صربيا والجبل الأسود في لعبة كرة اليد.